# Francesco Cera
Francesco Cera (né en 1967 à Bologne, en Italie) est un claveciniste, organiste et chef d'orchestre italien.

## Biographie
Interprète accompli du répertoire de clavecin et d'orgue baroques italiens, Francesco Cera est l'élève de Gustav Leonhardt à Amsterdam entre 1989 et 1990, puis  en 1991, est membre de l'ensemble Il Giardino Armonico. Depuis 1997, il dirige l'Ensemble Arte Musica, spécialisé dans le répertoire vocal italien de Gesualdo et Monteverdi, jusqu'aux cantates du XVIIIe siècle. Cera a donné des classes de maître à la Smarano Organ Academy et à la Piccola Accademia Montisi,.

## Discographie
Cera a enregistré de nombreux disques de musique de clavecin italien (Rossi, Merula, Storace, Valente et Domenico Scarlatti) pour le label Tactus, les Suites françaises de Bach et les concertos de clavecin pour le label Arts, Orgelbüchlein de Bach, des œuvres pour clavecin de D'Anglebert, des œuvres pour orgue et pour clavecin de Trabaci, Scarlatti et la chanson napolitaine pour le label Brilliant Classics. Son ensemble Arte Musica a fait ses débuts en concert au Festival des Flandres à Bruges en 1997 et son premier enregistrement de musique sacrée par Giovanni Paolo Colonna ; ils ont enregistré Tenebrae Responsoria de Gesualdo pour le label Brilliant Classics. En 2001, il enregistre le Requiem de Saint-Saëns pour le label Chandos.
- Monteverdi, Madrigaux - The Consort of Musicke ; Concerto Italiano, dir. Rinaldo Alessandrini ; Ensemble Concerto, dir. Roberto Gini ; Cappella Mauriziana, dir. Mario Valsecchi ; Ensemble Arte-Musica, dir. Francesco Cera (1989 à 1999, 6 CD Brilliant Classics) (OCLC 59134526)
- Storace, Selva di varie composizioni d'intavolatura per cimbalo et organo - Francesco Cera, clavecin, épinette et orgue ; Fabio Tricomi, percussion (20-21 et 30 janvier 2000, 2CD Tactus) (OCLC 1013311387)
- Gesualdo, Quarto libro di madrigali a cinque voci 1596 - Ensemble Arte-Musica (Tactus) (OCLC 973554015)
- Scarlatti, Sonate per cembalo 1742 - Francesco Cera, clavecin et piano-forte (2001/2002, 3 vol. Tactus TC 681904) (OCLC 872331951) (OCLC 421779312 et 57340756)
  - vol. 1 : K. 43, 93, 3, 10, 11, 12, 17, 31, 33 (variante), 36, 37 et 38.
  - vol. 2 : K. 38, 57, 58, 59, 60, 61, 62, 63, 64, 65, 66, 67, 68 et 69
  - vol. 3 : K. 70, 71, 72, 73, 74, 75, 76, 37, 77, 33, 78, 79, 82, 83, 84, 85 et 86.
- Saint-Saëns, Messe de requiem - Marie-Paule Dotti, soprano ; Guillemette Laurens, mezzo-soprano ; Luca Lombardo, ténor ; Nicolas Testé, basse ; Francesco Cera, orgue ; chœur et orchestre et la radio Suisse italienne, dir. Diego Fasolis (13 avril 2001, Chandos) (OCLC 895907632)
- Vivaldi, Sonate a violino e basso, opus 2 - Marco Serino, violon ; Marco Testori, violoncelle ; Luca Marconato, théorbe ; Francesco Cera, clavecin (5-7 septembre 2006, Tactus) (OCLC 314851976)
- Scarlatti la chanson napolitaine : sonates et chansons - Letizia Calandra, soprano ; Francesco Cera, clavecin ; Michele Pasotti, guitare (septembre 2009, Brilliant Classics) (OCLC 858156564)
- Ghirlando sacra : Venezia, 1625 : il motetto a voce sola a Venezia : Andrea Gabrieli, Monteverdi, Castello, Sances, Grandi - Ensemble Arte-musica, dir. et orgue Francesco Cera (14-16 septembre 2005, Tactus) (OCLC 74814162)